# Abaddon despoliator
Genre
Espèce
Abaddon despoliator, unique représentant du genre Abaddon, est une espèce d'opilions laniatores de la famille des Lomanellidae.

## Distribution
Cette espèce est endémique du South West en Australie-Occidentale. Elle se rencontre vers Gracetown.

## Description
Le mâle holotype mesure 1,5 mm et la femelle paratype 1,7 mm.

## Publication originale
- Derkarabetian, Baker, Hedin, Prieto & Giribet, 2021 : « Phylogenomic re-evaluation of Triaenonychoidea (Opiliones : Laniatores), and systematics of Triaenonychidae, including new families, genera and species. » Invertebrate Systematics, vol. 35, no 2, p. 133–157.